# Jarle Kvåle
Jarle Kvåle, detto Hvàll (Sogndal, 1977), è un bassista norvegese.

## Biografia
Ha esordito con gli Ulcus, di cui è stato cofondatore nonché maggior compositore.
Nel 1999 si unisce (con gli altri membri degli Ulcus) ai Windir, progetto viking metal ideato da Valfar (fino ad allora concepito come one-man-band).
Nel 2004, dopo la tragica morte del fondatore Valfar e il relativo scioglimento dei Windir, fonda insieme a Sture Dingsøyr e Steingrim i Vreid, band black metal con all'attivo già tre full-length, di cui Hvàll è ancora maggior compositore.

## Discografia

### Con gli Ulcus
- Cherish the Obscure - 2000

### Con i Windir

#### Full-length
- 1184 - 2001
- Likferd - 2003

#### Raccolte
- Valfar, Ein Windir - 2004

#### DVD
- SognaMetal - 2005

### Con i Vreid
- Kraft - 2004
- Pitch Black Brigade - 2006
- I Krig - 2007